# Florián Trittel
Florián Trittel Paul est un skipper espagnol né le 23 mai 1994 à Münsterlingen, en Suisse. Il a remporté avec Diego Botín la médaille d'or du 49er aux Jeux olympiques d'été de 2024, organisés à Paris.